# Unfold the Future
Unfold the Future ist das siebte Studioalbum der schwedischen Progressive-Rock-Band The Flower Kings. Es erschien im Jahr 2002 als Doppelalbum bei InsideOut Music.

## Entstehung und Veröffentlichung
Für das dritte Doppelalbum der Band konnte Daniel Gildenlöw als Sänger neben Roine Stolt und Hasse Fröberg gewonnen werden, außerdem wurde der Schlagzeuger Jaime Salazar durch Zoltan Csörsz ersetzt. Unfold the Future wurde im Sommer 2002 in diversen Studios aufgenommen und von Don Azzaro produziert. Es erschien auch eine limitierte Auflage im Digipak mit Bonus-Titel.

## Titelliste

### CD 1
1. The Truth Will Set You Free – 30:40
2. Monkey Business – 4:20
3. Black and White – 7:40
4. Christianopel – 8:30
5. Silent Inferno – 14:25
6. The Navigator – 3:15
7. Vox Humana – 4:30

### CD 2
1. Genie in a Bottle – 8:10
2. Fast Lane – 6:35
3. Grand Old World – 5:10
4. Soul Vortex – 6:00
5. Rollin’ the Dice – 4:15
6. The Devil’s Danceschool – 3:45
7. Man Overboard – 3:40
8. Solitary Shell – 3:10
9. Devil’s Playground – 24:30

Bonus-Titel
1. No Time for Tomatoes – 7:02

## Stil
The Flower Kings zeigen sich auf Unfold the Future wieder experimentierfreudiger als auf dem Vorgänger The Rainmaker und spielen abwechslungsreichen Retro-Prog mit Jazz-Einflüssen. Anklänge an den Stil von Yes, Pain of Salvation, Frank Zappa und Miles Davis sind wahrnehmbar. Neben symphonischen und hymnischen Stücken finden sich verspielte Instrumental-Passagen, virtuose Soli und Improvisiertes. Viele Stücke sind reichhaltig instrumentiert und komplex strukturiert.

## Rezeption
Die Presse reagierte meist positiv auf das Album, das heute oft als eines der gelungensten der Flower Kings bezeichnet wird. Auf den Babyblauen Seiten wird zwar bisweilen kritisiert, „[d]ie Melodien zünden nicht, die Parts wirken oft zusammengewürfelt“, oder dass nichts Neues geboten werde; es wird jedoch auch gelobt, dass das Album „den Flower Kings Soundkosmos erweitert und keine unerträglichen Längen aufweist“, denn „[d]ie Kompositionen sprühen vor Abwechslung, Einfallsreichtum und Spielfreude“. Tobias Blum vom Rock Hard urteilt, „man kann der ungeheuren musikalischen Klasse des Dargebotenen ehrfürchtig huldigen“. Das eclipsed-Magazin nahm Unfold the Future in seine Liste der 150 wichtigsten Prog-Alben auf.